# Redecilla del Campo
Redecilla del Campo es un municipio de España, en la provincia de Burgos, comunidad autónoma de Castilla y León, comarca de Montes de Oca, partido judicial de Briviesca.

## Geografía
Tiene un área de 17,20 km² con una población de 67 habitantes (INE 2024) y una densidad de 3,9 hab/km².
Se encuentra situado en la comarca de Montes de Oca en la provincia de Burgos, a 60 km de Burgos y 70 km de Logroño, abarca una extensión de 17 km² y cuenta con una población censada aproximada de 66 habitantes. Redecilla del Campo es Villa y a su ayuntamiento pertenecen Sotillo de Rioja y Quintanilla del Monte de Rioja.
Su ubicación es privilegiada, situado sobre una llanura a 755 metros de altitud, 3°6′45″ de longitud W y a 42°28′2″ de latitud N, está equidistante de Burgos y Logroño o de Santo Domingo de la Calzada y Belorado.
El municipio comprende dos Entidades Locales Menores que son Quintanilla del Monte en Rioja (17 habitantes) y Sotillo de Rioja (26 habitantes), además de la propia Redecilla (24 habitantes).

### Municipios limítrofes
- Al norte con Cerezo de Río Tirón y Tormantos
- Al este con Ibrillos y Castildelgado
- Al sur con Fresneña y Viloria de Rioja
- Al oeste con Belorado y Cerezo de Río Tirón

## Historia
De la historia que conocemos de Redecilla del Campo podemos decir que ha sido siempre un pueblo servil, tierra de pastos, viñas y ganado. A lo largo de los siglos, remontándonos a las primeras documentaciones recogidas en el siglo XV, ha sido tierra de señoríos: Juan de Leiva y Pedro Manrique en los siglos XV y XVI, y en el siglo XVII los Duques de Frías afincados en Logroño.
A la caída del Antiguo Régimen queda constituida como ayuntamiento constitucional del mismo nombre en el partido Belorado, región de Castilla la Vieja, contaba entonces con 74 habitantes.
En el límite provincial con La Rioja se encuentra la denominada Riojilla Burgalesa, una comarca que en 1833 se separó de la entonces recién formada provincia de Logroño para quedar bajo la administración burgalesa.
La zona engloba los municipios de Bascuñana, Castildelgado, Cerezo de Río Tirón, Fresno de Río Tirón, Fresneña, Ibrillos, Redecilla del Camino, Redecilla del Campo y Viloria de Rioja, además de Avellanosa de Rioja.
Geográficamente se trata de un espacio configurado por la cuenca del Río Tirón, en el que se mezclan elementos propios de la provincia burgalesa con otros marcadamente típicos de La Rioja.

## Cultura

### Fiestas patronales
- San Isidro, 15 de mayo: Misa y procesión. El ayuntamiento paga los pinchos y los vermuts en la taberna.
- El Convento de San Vítores: sábado de mayo o junio, dependiendo de las fechas disponibles entre todos los pueblos de la comarca.
- San Pelayo (Patrón), 26 de junio: Celebración religiosa con misa y encuentro popular en la plaza y bar del pueblo.
- Fiestas de Gracias: Se celebran el tercer sábado de agosto.
- San Diego, 13 de noviembre: Celebración religiosa con misa y encuentro popular en la plaza y bar del pueblo.

## Demografía
Redecilla del Campo cuenta con una población de 67 habitantes (INE 2024).
| Gráfica de evolución demográfica de Redecilla del Campo entre 1842 y 2021 |
| |
| Población de derecho según los censos de población del INE. Población de hecho según los censos de población del INE.Entre el censo de 1857 y el anterior, crece el término del municipio porque incorpora a Quintanilla del Monte y Sotillo de Rioja. |

| 1991 |  | 1996 |  | 2001 |  | 2004 |
| ---- |  | ---- |  | ---- |  | ---- |
| 102  |  | 105  |  | 81   |  | 79   |